# Dealu Sării
Dealu Sării – wieś w Rumunii, w okręgu Vrancea, w gminie Jitia. W 2011 roku liczyła 196
mieszkańców